# OSたん
OSたんとは、コンピュータで使用されるOS（オペレーティングシステム）や関連ソフトウェア製品を人の姿に擬人化したキャラクターである。女性を模したものはOSたんのほかにOS少女、OS娘、OS-tanなど、男性を模したものはOS息子などと呼ばれる。

## 概要

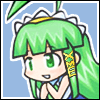
XPメディアセンターたん

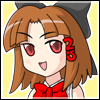
95 OSR2たん

OS Xたん

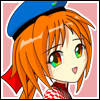
AmigaOSたん

### ハードウェア・ソフトウェアとその擬人化
人間以外の自然物や機械などを人のように表す擬人化という表現方法は古くから用いられてきた手法である。近年ではコンピュータの発達、パソコンの普及によりソフトウェアやハードウェアの特徴を持った擬人化が創作されるようになってきた。先にキャラクターとして萌え擬人化され存在していた創作物として、雑誌TECHWINにおける吉崎観音の「OSアイドルWinちゃん」や「BSDのプリンセス、マジカルとこちゃん」（ただしとこちゃんはOSのイメージをキャラクター化したものではない）がある。

### OSたんとは
OSたんとは、Microsoft WindowsシリーズなどのOSや関連ソフトウェアをモチーフに、主に少女の姿をかたどって擬人化されたキャラクター達である。多くのOSたんが生まれており、それぞれ製品に関係した名前や愛称で呼ばれ、製品仕様や挙動を取り入れた性格や外見をしたキャラクターが多く見られる。
OSたんの世界観や設定は明確に決まっておらず、いくつものキャラクター、様々なストーリーが発表されて、その中で受け入れられた設定や世界観が受け継がれていく風潮がある（シェアード・ワールド）。
最初のOSたんとして「Me」が描かれて以降、Windowsシリーズを始めとしてMacやLinspireなどの他OSやセキュリティソフト、他アプリケーションなどのソフトウェアが擬人化され、派生キャラクターや他の設定をもつキャラクター達ともクロスオーバー的に相互に関与することで、今なおその世界観を広げ続けている。

## OSたんの著作権
最初のOSたんとして「Me」が描かれて以降、Windowsシリーズを始めとしてMacやLinspireなどのOSや電子ワクチン、その他のアプリケーション等のソフトウェアが擬人化され、派生キャラクターや他の設定をもつキャラクター達ともクロスオーバー的に相互に関与することで、今なおその世界観を広げ続けている。
いずれのキャラクターについても、その著作にまつわる諸権利は当然ながら各々の原作者が保有している。決して権利放棄やパブリックドメイン化等が為されたキャラクター・設定ではない点に注意が必要である。いくつかのキャラクターについては個々に原作者が特定されており、場合によっては原作者によって著作権と二次利用についての意思表示が明確に示されている。

## とらぶる・うぃんどうず
大きな設定として「とらぶる・うぃんどうず」（作者・双葉利秋）という架空の漫画が存在する。OSたんはこの漫画の登場人物で、「ご主人様」の「としあき」という冴えない青年と共に暮らししているとしている。
この架空作品「とらぶる・うぃんどうず」は、架空のアニメ作品やゲーム作品としてメディアミックス展開されているとする設定もあり、有志の手によってflashムービー作品として公開された「とらぶる・うぃんどうず」はこの架空のTVアニメ作品のオープニング映像として、同様に「OSぴったん」はエンディング映像として設定されていることになっている。
なお、原初のMeのデザイン、架空の漫画「とらぶる・うぃんどうず」が存在するという設定、「とらぶる・うぃんどうず」のタイトルおよびロゴデザインについては原作者（Meあき）が明確に特定されており、作者自身がその取り扱いについて意思表示している。
一方で「とらぶる・うぃんどうず」「双葉利秋」はともに実在しない、架空の漫画と作者である。また「とらぶる・うぃんどうず」を題材として創作活動を行う者も多く存在するが、彼らは双葉利秋という個人ではない。

### 商業作品としての「とらぶる・うぃんどうず」
『とらぶる・うぃんどうず』
月刊コミック電撃帝王VOL.5に掲載された。著作権に関する合意がなされないまま、編集部が無理に掲載したため、1話限りで打ち切りになった。
『とらぶる・うぃんどうず OSたんファンブック』
25名以上の「としあき」達が参加した、ふたば☆ちゃんねる公認のOSたん本。

## 参考書籍
- とらぶる・うぃんどうず -OSたんファンブック- 宙出版 2005年7月14日初版発行 ISBN 4-7767-9188-9